# Wbpm

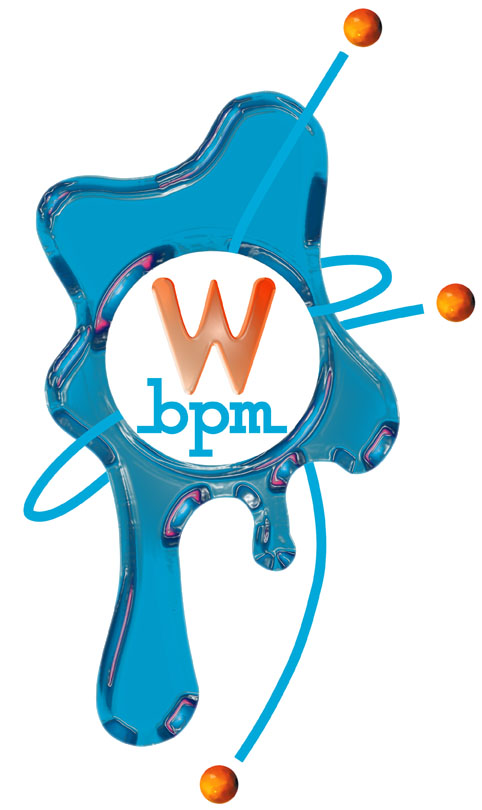
Le logo de la première chaîne électro européenne février 1997.

Wbpm fut la toute première chaîne de télévision consacrée aux musiques électroniques,  lancée par satellite sur toute l'Europe en 1998 par un éditeur indépendant : WAT, s'annonçant comme premier bouquet de chaînes gratuites en Europe. Elle commence à diffuser sur le satellite Hot Bird d'Eutelsat, le 21 juin 1998.

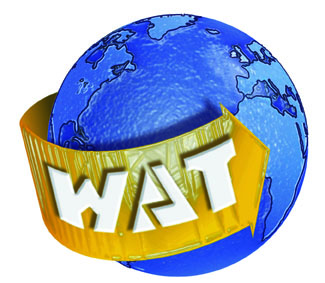
Le logo de l'opérateur du bouquet satellite WAT, février 1997.

Elle fut créée par une équipe composée de spécialistes des médias et de la création de chaînes de télévision françaises et internationales, parmi lesquels Philippe Marulaz (Président Directeur Général), Jean-Marc Fonseca, Christian D'Aufin, Bernard Grimont, Bernard-Xavier Spokojny (Directeur Général), Andy Rajarison (Directeur des programmes), Virginie Fonseca, Sabine Diamant, Pierre Benoît Papa...). Cette chaîne a battu le record de la plus rapide mise en œuvre technique pour sa création avec 4 semaines seulement, mais elle ne sera diffusée que durant quelques mois, en raison de la défection de son principal actionnaire (un fonds d'investissements spéculatif victime des fluctuations boursière de cette période). 

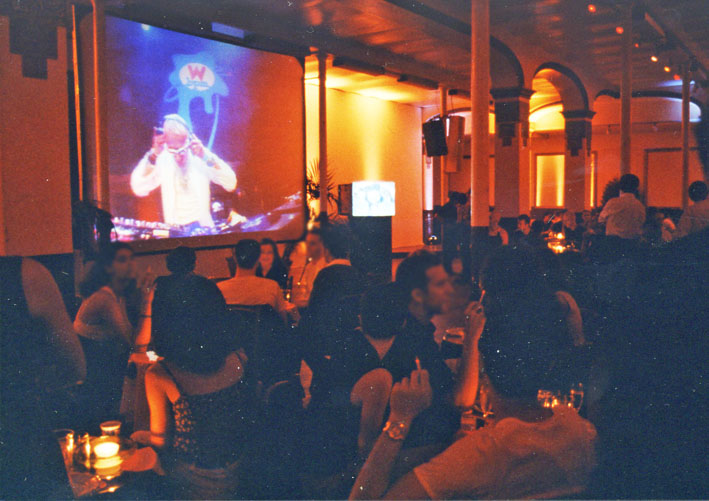
La soirée de lancement de la chaîne Wbpm (WAT), le 21 juin 1998 à la Salle Wagram.

La grille de programmation comprenait des clips portant sur tous les styles : techno, trans, new age, goa, smoth jazz, ambient, drum'n'bass, house, jungle, acid, etc. Ainsi que plusieurs émissions dont un grand journal d'actualités destiné aux ados et jeunes adultes. 